# Parlamentswahl in Katalonien 2003
- ICV-EUiA: 9
- ERC: 23
- PSC: 42
- CiU: 46
- PPC: 15

Die Parlamentswahl in Katalonien fand am 16. November 2003 statt.

## Wahlergebnisse
|  | Partei | Parteilisten- Stimmen | Stimmen in % | Sitze (Änderung) | Sitze (Änderung) |
|  | --- | --------------------- | ------------ | ---------------- | ---------------- |
|  | Partit dels Socialistes de Catalunya (PSC-PSOE)                                                               | 1.031.454             | 31,16 %      | 42               | −10              |

Links: Sitzverteilung im katalanischen Parlament nach der Wahl 2003.
Rechts: Wahlergebnisse in den 4 Wahlkreisen.
Mitte: Mehrheiten nach Wahlbezirken (die Grenzen der einzelnen Comarcas sind ebenfalls eingezeichnet)::

|  | Convergència i Unió (CiU) - Convergència Democràtica de Catalunya (CDC) - Unió Democràtica de Catalunya (UDC) | 1.024.425             | 30,94 %      | 46               | −10              |
|  | Esquerra Republicana de Catalunya (ERC)                                                                       | 544.324               | 16,44 %      | 23               | +11              |
|  | Partit Popular (PP)                                                                                           | 393.499               | 11,89 %      | 15               | +3               |
|  | Iniciativa per Catalunya Verds–Esquerra Unida i Alternativa (ICV-EUiA)                                        | 241.163               | 7,28 %       | 9                | +6               |
|  | Els Verds - L'Alternativa Ecologista (EV-AE)                                                                  | 18.470                | 0,56 %       | 0                |                  |
|  | Andere |                       |              |                  |                  |
|  | Insgesamt |                       | 100,0 %      | 135              |                  |